# Anselm Franz von Hoheneck

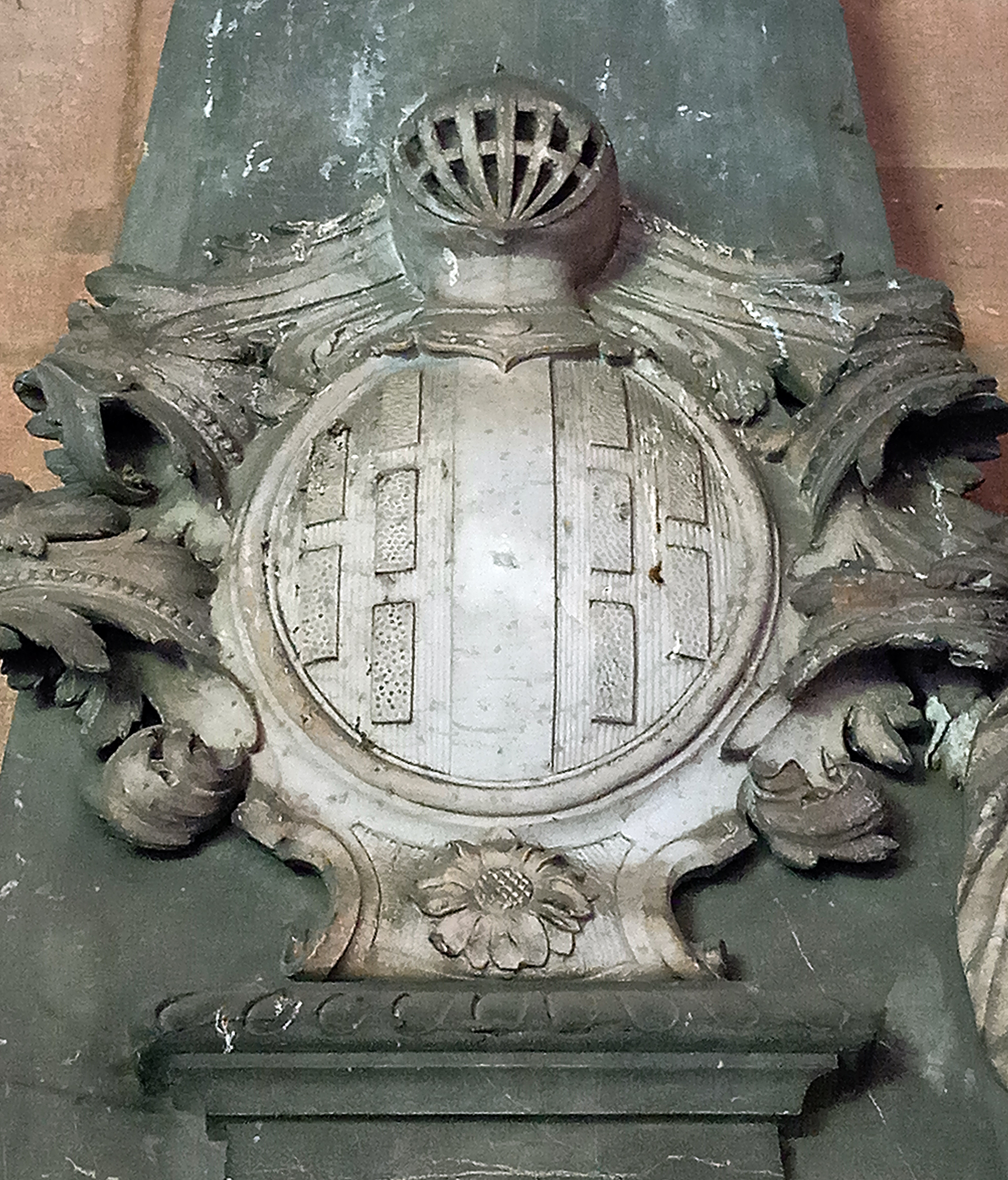
Familienwappen am Grabmal

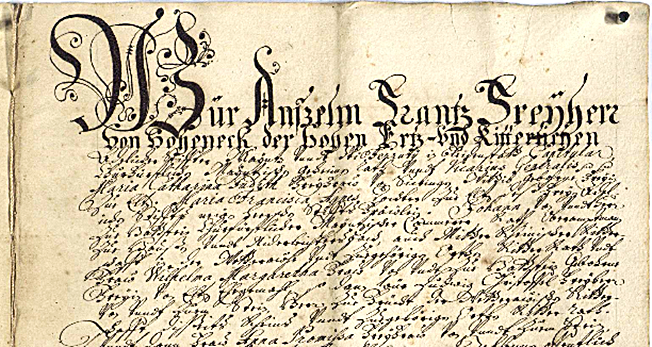
Urkunde von 1686 (Ausschnitt)

Anselm Franz von Hoheneck (* um 1640; † 7. Januar 1704 in Mainz) war ein deutscher Freiherr, Domscholaster und Generalvikar im Erzbistum Mainz.

## Herkunft und Familie
Er entstammte dem 1808 erloschenen Pfälzischen Uradelsgeschlecht der Freiherren von Hoheneck mit ihrer Stammburg Hohenecken bei Kaiserslautern. Ahnherr der Familie war der Lauterer Reichsschultheiß Reinhard I. de Lutra († 1218), dessen Sohn Landolf von Hoheneck († 1247) als Bischof von Worms amtierte.
Anselm Franz von Hoheneck wurde als ältester Sohn des kurmainzischen Vizedoms in Aschaffenburg, Johann Reinhard von Hoheneck und seiner Gattin Martha Helena von Eltz geboren. Seine Großmutter Anna von Hoheneck geb. Gräfin von Wolff-Metternich zur Gracht (1573–1626) war die Nichte des Speyerer Domdekans Adolph Wolff von Metternich zur Gracht (1553–1612).
Sein Bruder Wilderich Marsilius von Hoheneck († 1735) war ebenfalls Domherr in Worms, Stiftskapitular in Würzburg und Generalvikar bzw. Domscholaster in Mainz. Ein anderer Bruder, Johann Adam von Hoheneck († 1731), bekleidete die Ämter des Domdekans in Worms und eines Stiftskapitulars in Würzburg. Philipp Franz Adolph von Hoheneck (1645–1705), zweitältester Bruder, wirkte als Deutschordenskomtur in Nürnberg. Ihre Neffen Johann Philipp von Hoheneck († 1743) und Johann Franz Jakob Anton von Hoheneck († 1758) amtierten als Domherren in Worms und Mainz, letzterer hier als Domdekan.

## Leben und Wirken

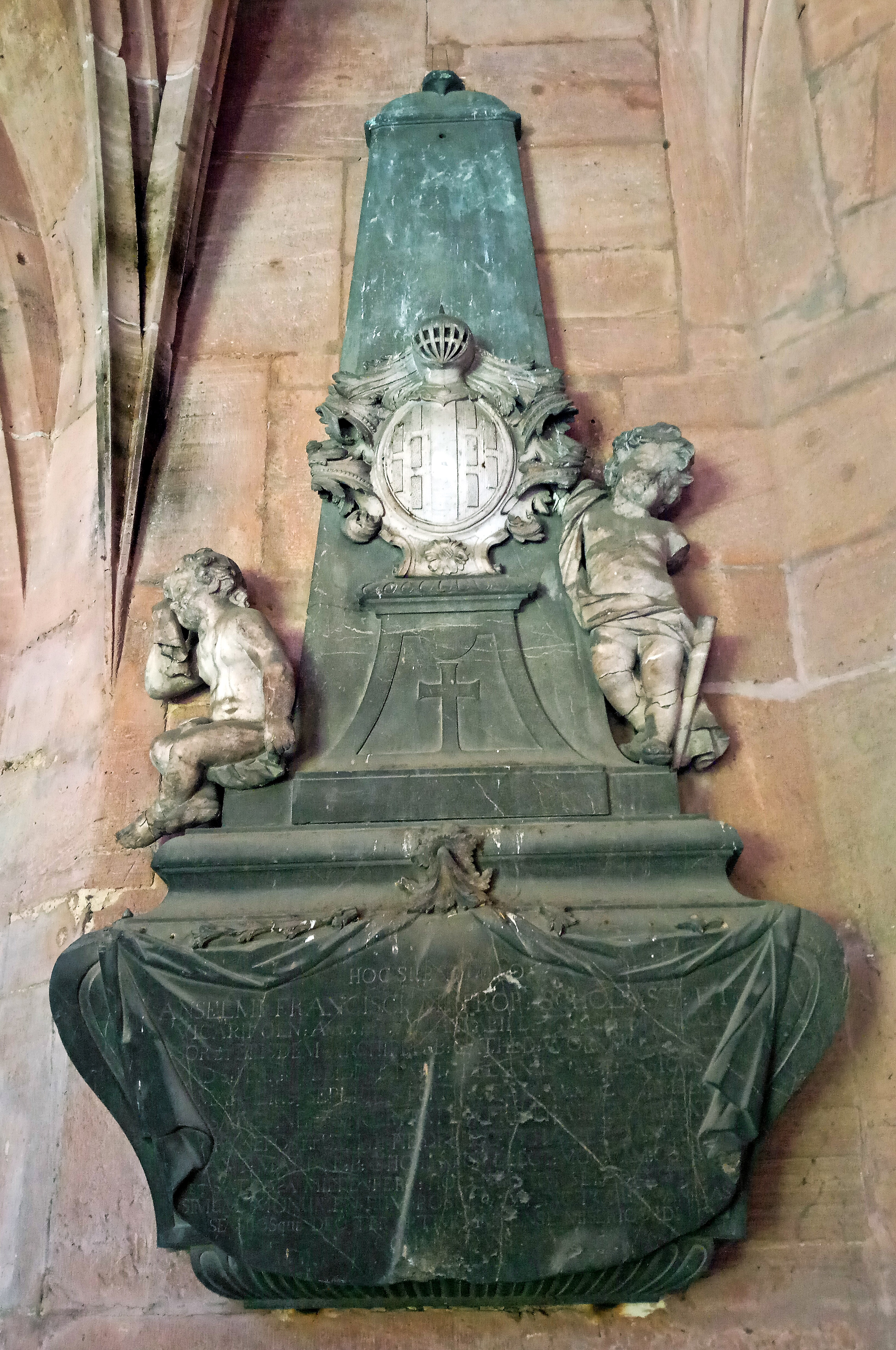
Grabmal der Brüder Anselm Franz von Hoheneck († 1704) und Wilderich Marsilius von Hoheneck († 1735), beide Mainzer Generalvikare, Domkreuzgang Mainz

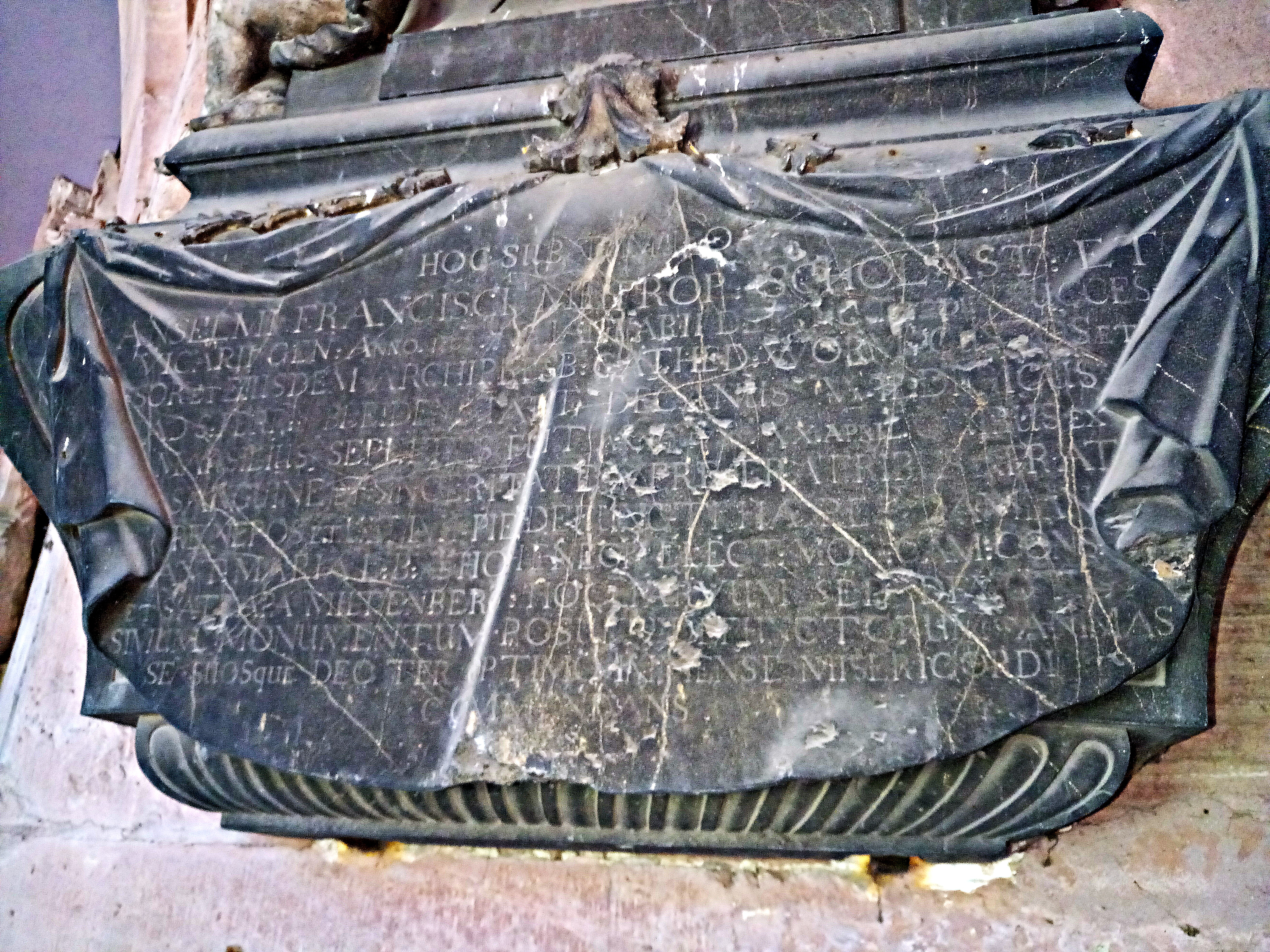
Grabinschrift

Ab 1656 hatte Anselm Franz von Hoheneck eine Domherrenpräbende in Mainz inne, 1663–1667 besuchte er mit seinem nächstjüngeren Bruder Philipp Franz Adolph das Collegium Germanicum in Rom.  1679 berief ihn der neue Mainzer Erzbischof Anselm Franz von Ingelheim zu seinem Generalvikar in geistlichen Angelegenheiten, 1689 wurde er auch Domscholaster. Diese Ämter behielt Anselm Franz von Hoheneck bis zu seinem Tod 1704. Laut Urkunde von 1686 besaß er (seit 1677) auch ein Kanonikat am Stift St. Ferrutius zu Bleidenstadt und war Kurmainzer Geheimrat.
Anselm Franz von Hoheneck wurde im Ostchor des Mainzer Domes bestattet und erhielt dort, zusammen mit seinem Bruder und Nachfolger Wilderich Marsilius von Hoheneck († 1735), ein qualitatives Marmorepitaph, das man 1872 in den Kreuzgang umsetzte.  Es zeigt das Familienwappen auf einem Obelisken und wurde laut Inschrift gestiftet vom Neffen Damian Anton Maria, kurfürstlicher Oberamtmann in Miltenberg. Hierher wurden auch die Gebeine der beiden Domherren übertragen.